# Alois Mosler
Alois Mosler (* 3. Juni 1895 in Wien; † 16. August 1962 ebenda) war ein österreichischer Bauarbeiter und Politiker (SDAP). Mosler war ledig und von 1922 bis 1923 Abgeordneter zum Burgenländischen Landtag. 
Mosler wurde als Sohn des Anstreichergehilfen Alois Mosler aus Röwersdorf (Schlesien) geboren und war ab September 1919 Sekretär der Bauarbeitergewerkschaft in Wiener Neustadt. Mosler wohnte zwischen 1919 und 1924 in Wiener Neustadt und war 1921 Ersatzmann bzw. 1922 Mitglied der Verwaltungsstelle für das Burgenland. Mosler wurde verantwortlicher Redakteur der Wochenzeitung Burgenländische Freiheit (sozialdemokratisches Landesorgan), deren erste Ausgabe am 19. November 1921 erschien. Mosler war Mitglied des Landesparteivorstandes, zwischen 1921 und 1922 Landesparteisekretär und gehörte vom 15. Juli 1922 bis zum 13. November 1923 als Abgeordneter der Sozialdemokratischen Arbeiterpartei dem Burgenländischen Landtag an. Mosler meldete sich am 31. Juli 1924 in Wiener Neustadt nach Wien ab und trat in der Folge aus der Sozialdemokratischen Partei aus. An seinem Lebensende war Mosler Wiener Redakteur der Freiheitlichen Wochenzeitung Neue Front.